# توان الکتریکی سه فاز

توان الکتریکی سه فاز و انتقال و توزیع جریان به صورت متناوب

توان الکتریکی سه فاز شیوه‌ای رایج برای تولید، انتقال و توزیع توان الکتریکی جریان متناوب است. این سیستم از سیستمای چندفاز و رایجترین شیوه مورد استفاده شبکه‌های برق در جهان برای انتقال قدرت است.
سیستم سه فاز در اواخر دهه ۱۸۸۰ توسط گلیلیو فراریس، میخاییل دولیوو-دوبروسکی و نیکلا تسلا اختراع شد.